# Mascot (New South Wales)
Mascot is een voorstad van Sydney in de Australische deelstaat New South Wales. Bij de telling van 2016 had Mascot 14.772 inwoners.